# Musawengosi Mguni
Musawengosi Mguni (Bulawayo, 8 aprile 1983) è un ex calciatore zimbabwese, di ruolo attaccante.

## Carriera

### Club
Dopo aver girato per l'Africa, passa all'Omonia dove in 66 gare segna 28 reti. Passa agli ucraini del Metalurh Donec'k dove segna all'esordio in Europa League nel 3-0 con i bielorussi dell'MTZ-RIPA Minsk.
Dopo due stagioni passa in Russia al Terek Groznyj, dove disputa da titolare solo la prima stagione. Dopo un breve ritorno al Metalurh Donec'k, si trasferisce nuovamente a Cipro giocando con Agia Napa (in due periodi diversi), Olympiakos Nicosia, Omonia Aradippou, Karmiōtissa e Chalkanoras Idaliou.

### Nazionale
Tra il 2002 e il 2012 ha disputato cinque gare in nazionale, segnando due reti, entrambe all'esordio contro il Malawi.